# Държавно устройство на Етиопия
Етиопия е федерална парламентарна република, при която министър-председател е на главата на правителството.

## Президент
Президента се избира за срок от 6 години.

## Изпълнителна власт
Изпълнителната власт се упражнява от правителството.

## Законодателна власт
Федерална законодателната власт е поверена в двете правителството и двете камари на парламента, „Съветът на народите“ се състои от представителите 547 членове, избрани за срок от 5 години и Федералния съвет съставен от 112 членове, по един от всяка националност и допълнителен член на всеки 1 000 000 души са назначени от регионални съветници.

## Съдебна власт
Етиопската правосъдна система се базира на правната система, която съжителства с дял от федералните съдилища и на други регионални съдилища. Федералният Върховен съд е най-големият съд на страната. Председателят и заместник-председател на Федералния Върховен съд, са препоръчани от министър-председателя и се назначават от Съвета на народните представители.